# Gloria (deutsche Band)
Gloria ist eine Band, die aus Klaas Heufer-Umlauf und Mark Tavassol, dem früheren Gitarristen und Bassisten der Band Wir sind Helden, besteht.

## Geschichte
2006 lernten sich Klaas Heufer-Umlauf und Mark Tavassol in dessen Heimatstadt Hamburg kennen. Etwa ein Jahr später fingen beide an, gemeinsam Musik zu machen und an Songideen zu arbeiten. 2011 fassten sie den Entschluss, ein Album zu produzieren, was im Frühjahr und Sommer 2013 unter der Regie von Mark Tavassol und mit den Musikern Tim Schierenbeck (Schlagzeug, Perkussion, Gesang), Marcus Schneider (Gitarre, Gesang), Ruben Seevers (Bass, Gesang) und Deniz Erarslan (Gitarre) umgesetzt wurde. Das Projekt bekam den Namen Gloria, benannt nach dem Café Gloria, welches sich laut eigenen Angaben zwischen Tavassols Wohnung und dessen Tonstudio in Hamburg befindet. Als Debütsingle wurde 2013 das Lied Warten veröffentlicht, als zweite Single folgte der Titel Eigenes Berlin. Die Bühnenpremiere war auf dem Reeperbahn Festival am 26. September 2013 in Hamburg. Am 27. September 2013 erschien das Debütalbum Gloria bei Grönland Records.
Klaas Heufer-Umlauf war schon vor der Bandgründung als Fernsehmoderator bekannt, Mark Tavassol als Bassist der Band Wir sind Helden.
Beim Bundesvision Song Contest 2015 am 29. August 2015 traten Gloria mit dem Song Geister auf, mit welchem sie den 9. Platz erreichten.
Von März 2018 bis April 2025 war die Gruppe Studioband in Heufer-Umlaufs Late-Night-Show Late Night Berlin. Mark Tavassol leitete dort die Band.

## Diskografie

### Alben
- 2013: Gloria
- 2015: Geister
- 2017: Da

### EPs
- 2016: Das, was passiert EP

### Singles
- 2013: Warten
- 2013: Eigenes Berlin
- 2014: Wie sehr wir leuchten
- 2015: Geister
- 2016: Das was passiert
- 2017: Immer noch da
- 2018: Narben
- 2019: Grünes Blut